# The Leader
The Leader (领风者S, Lǐng fēng zhěP) è una serie animata del 2019 basata sulla vita del filosofo tedesco Karl Marx. La serie è stata annunciata nel 2018 dal servizio di streaming Bilibili come parte delle celebrazioni per il 200º anniversario della nascita di Karl Marx. La serie di 7 episodi è stata creata per avvicinare i giovani cinesi al marxismo ed è stata pubblicata settimanalmente su Bilibili dal 28 gennaio al 4 marzo 2019. Un webcomic è stato prodotto da Zhong Jun, il capo sceneggiatore della serie.
I lavori per la serie sono iniziati nel 2016 quando, su commissione del Partito Comunista Cinese, è stato creato un team di produzione comprendente dipartimenti della propaganda, professori di marxismo e l'Accademia delle scienze sociali della Cina.
L'annuncio della serie ha attirato l'interesse internazionale e il suo video promozionale ha avuto oltre 200.000 visualizzazioni il giorno della sua uscita. È stato considerato principalmente propaganda dai media occidentali, mentre gli spettatori cinesi hanno commentato il bell'aspetto di Marx. La serie ha avuto una risposta mista; il primo episodio ha avuto oltre 2,8 milioni di visualizzazioni in un giorno e la serie nel suo insieme ha avuto almeno 5,5 milioni di visualizzazioni. Sebbene sia stato criticato per la scarsa animazione, la propaganda e la sua rappresentazione di Marx, ha suscitato una discussione sul marxismo e sui diritti dei lavoratori in Cina.